# Elfquest
Elfquest (o ElfQuest) es una serie de comic book de culto creada por Wendy y Richard Pini en 1978. Es una historieta fantástica sobre una comunidad de elfos y otros seres ficticios que luchan por sobrevivir en un planeta primitivo similar a la Tierra. También se han publicado varias novelas ambientadas en el mismo universo. A lo largo de los años Elfquest ha sido editado sucesivamente por los Pinis, Marvel Comics, otra vez los Pinis a través de su compañía WaRP Graphics y más recientemente por DC Comics. Todos los números de Elfquest están disponibles gratuitamente a través de internet.